# 1966 en droit
Cet article présente les faits marquants de l'année 1966 en droit.

## Événements

### Janvier
- La Cour d'appel de Bordeaux donne raison à un locataire que l'Office des H.L.M. voulait expulser sous prétexte que ses enfants étaient trop turbulents et dérangeaient les voisins : « Attendu qu’aujourd’hui, la majorité des enfants sont turbulents et que le mal réside principalement dans les conditions anormales de cohabitation imposées aux locataires d’appartements exigus situés dans de grands ensembles. (...) que la faute en incombe à la politique du logement suivie depuis plusieurs années, et à l’accroissement anormal des populations urbaines qui crée un problème social très grave, plus qu’au comportement particulier de la famille en cause. »

### Novembre
- 27 novembre : adoption de la Constitution de l'Uruguay, inspirée de celle des États-Unis. Entrée en vigueur en février 1967, elle sera suspendue par la dictature militaire le 27 juin 1973, et révisée notamment en 1989 et 1997.